# Stary cmentarz żydowski we Wrześni
Stary cmentarz żydowski we Wrześni – został założony w XVI wieku, data jego likwidacji jak też dokładne miejsce położenia pozostają nieznane.